# François Gérard
François Pascal Simon, Baron Gérard, född 12 mars 1770 i Rom, Italien, död 11 januari 1837 i Paris, Frankrike, var en fransk målare.
Gérard målade porträtt och historiska motiv i nyklassisk stil under både Napoleon I och Ludvig XVIII. Han var elev till David, men mjukade upp och mildrade mästarens stil så att han står närmare Regnault. Gérard är representerad vid bland annat Nationalmuseum och Skoklosters slott.

## Galleri

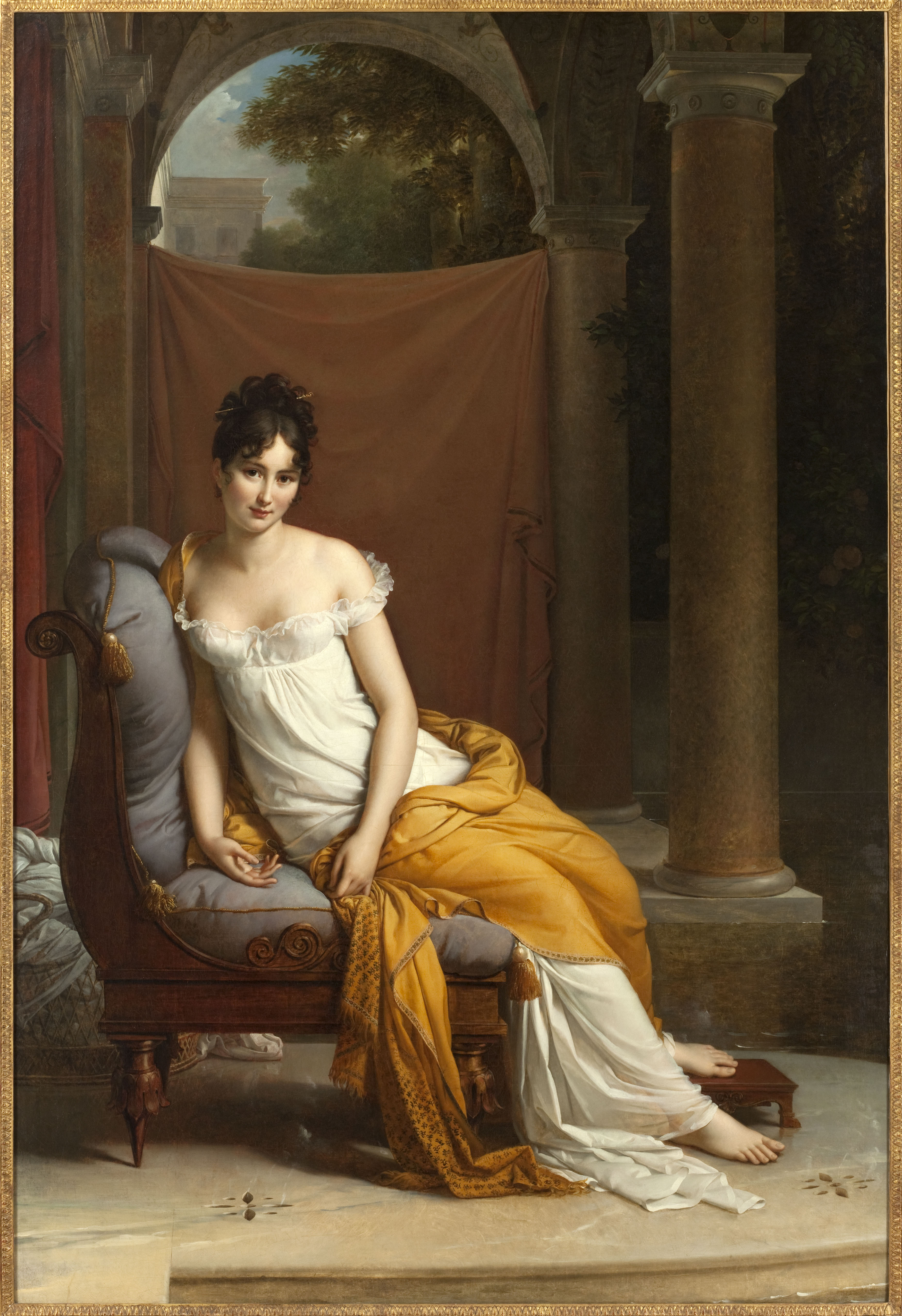
Madame Récamier (1802)
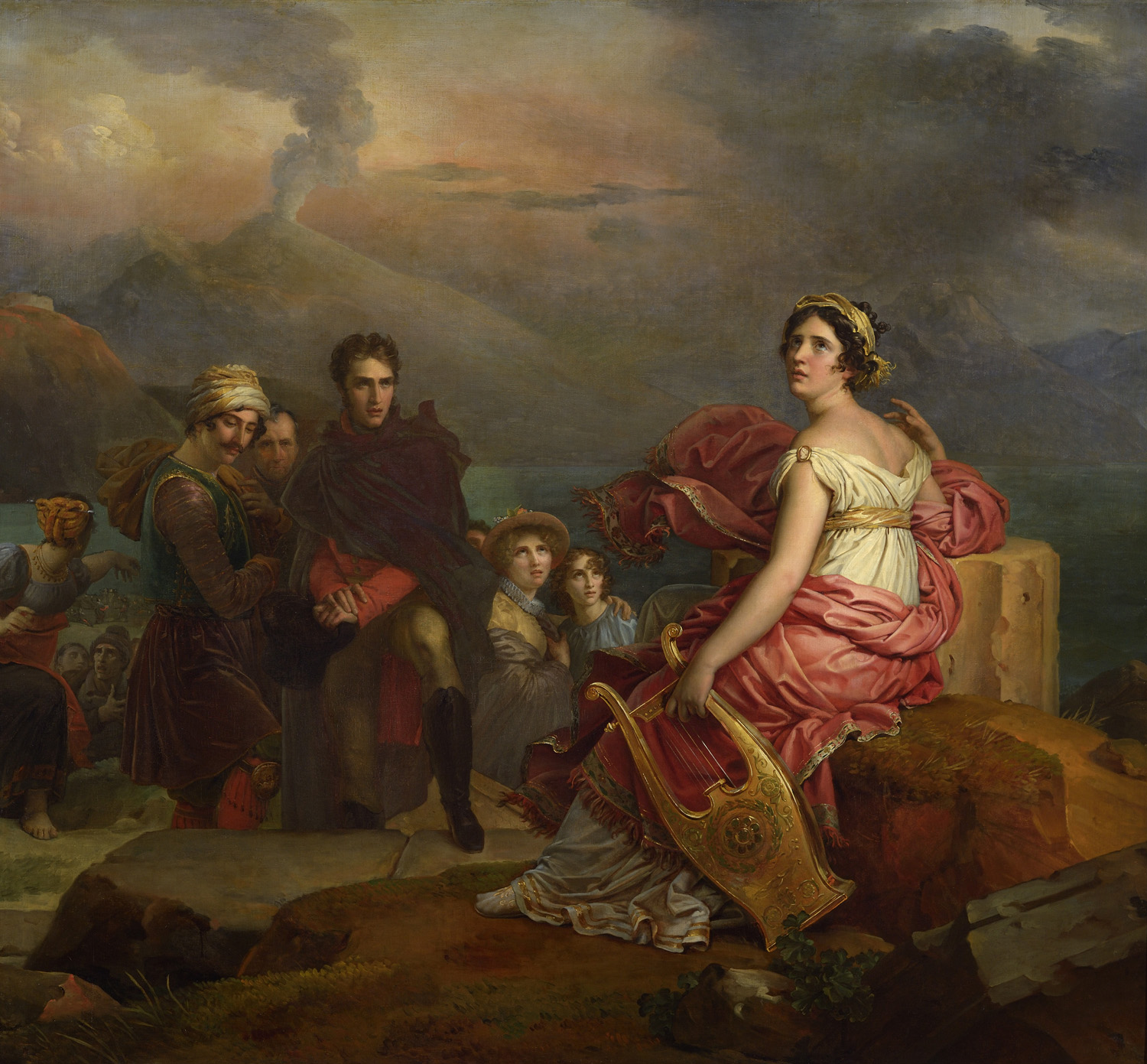
Corinne au Cap Misène (1819–1821)
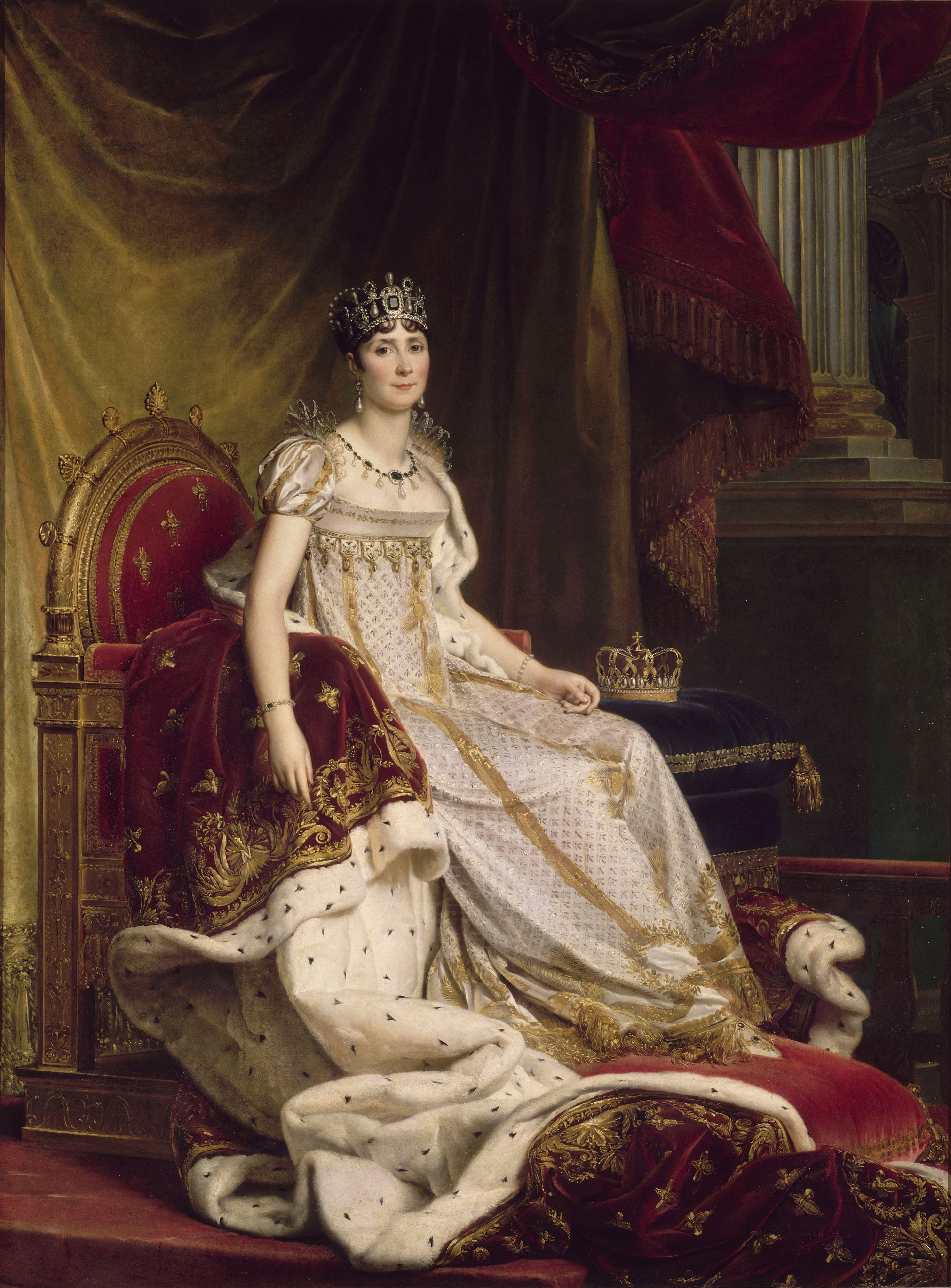
Joséphine i kröningsdräkt (1807–1808)